# Pittsfield (Nuevo Hampshire)
Pittsfield es un pueblo ubicado en el condado de Merrimack en el estado estadounidense de Nuevo Hampshire. En el Censo de 2010 tenía una población de 4.106 habitantes y una densidad poblacional de 65,71 personas por km².

## Geografía
Pittsfield se encuentra ubicado en las coordenadas 43°17′19″N 71°18′34″O / 43.28861, -71.30944. Según la Oficina del Censo de los Estados Unidos, Pittsfield tiene una superficie total de 62.49 km², de la cual 61.78 km² corresponden a tierra firme y (1.13%) 0.7 km² es agua.

## Demografía
Según el censo de 2010, había 4.106 personas residiendo en Pittsfield. La densidad de población era de 65,71 hab./km². De los 4.106 habitantes, Pittsfield estaba compuesto por el 96.86% blancos, el 0.61% eran afroamericanos, el 0.29% eran amerindios, el 0.58% eran asiáticos, el 0% eran isleños del Pacífico, el 0.22% eran de otras razas y el 1.44% pertenecían a dos o más razas. Del total de la población el 1.85% eran hispanos o latinos de cualquier raza.